# Pasoda (Jonava)

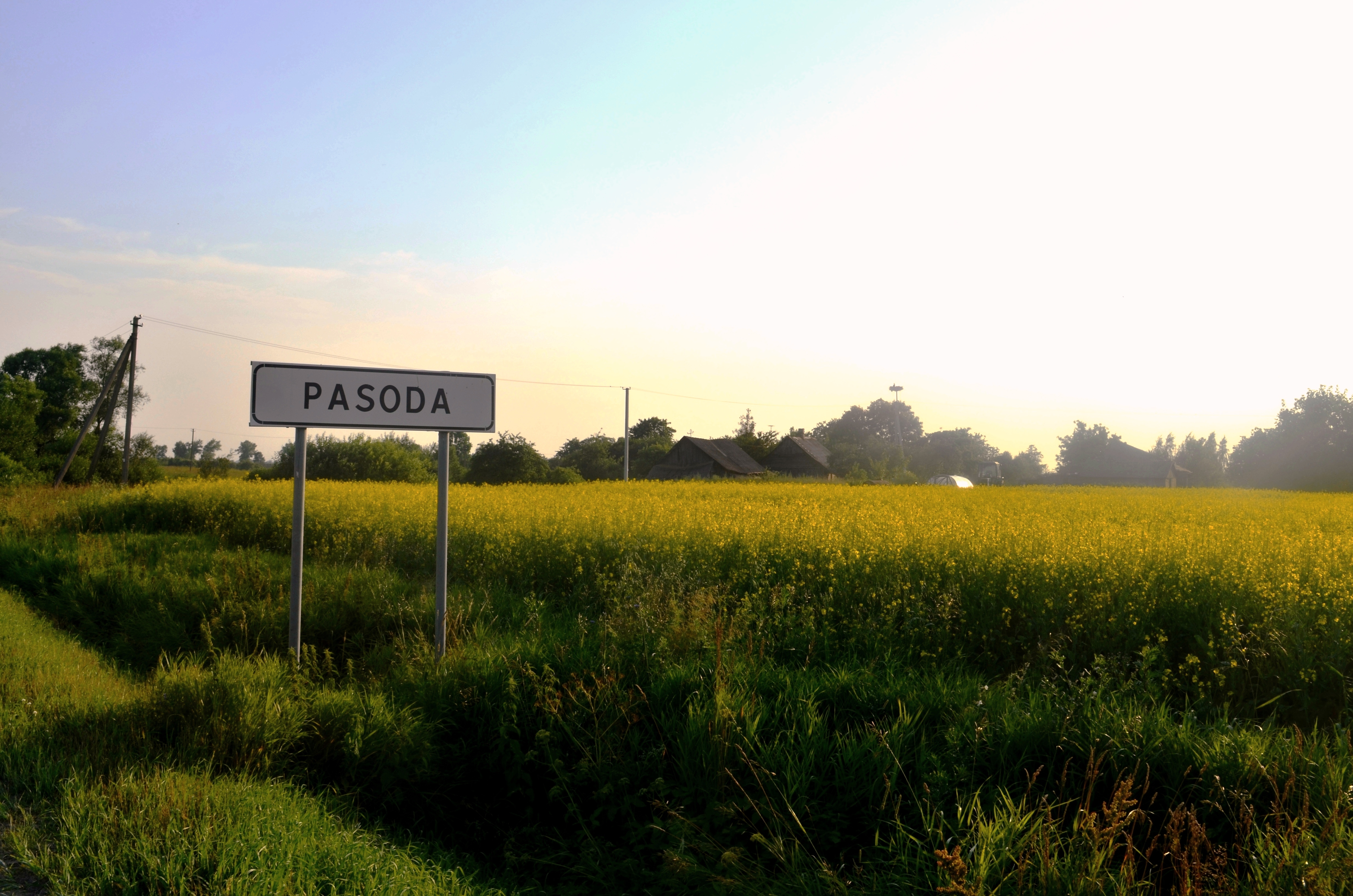
Einfahrt zum Dorf

Pasoda ist ein Ort im Unterbezirk Milagainiai, im Amtsbezirk Šilai, in der Rajongemeinde Jonava, im Bezirk Kaunas, an der  Fernstraße 1502 (Bukonys–Upninkai–Keižonys), Litauen. Das Dorf ist 7 km von Markutiškiai entfernt. Bis 2001 gab es 39 Einwohner. 2011 lebten nur 25 Einwohner. Bis 2012 gab es Busse von Jonavos autobusai Richtung „Jonava-Pasoda“.  Das Dorf befindet sich im Territorium der katholischen Pfarrgemeinde Panoteriai, Dekanat Jonava, Erzbistum Kaunas.